# إوستاريتز
إويستاريتز ألديكواتالورا أستارلوا، من مواليد 16 فبراير 1983، لاعب كرة قدم إسباني.
لعب لعدة أندية منها نادي أباديانو ونادي بيسكاي، وهو يلعب حاليا مع نادي أثلتك بلباو.

## وصلات خارجية
- إوستاريتز على موقع قاعدة بيانات كرة القدم.إي يو (الإنجليزية)
- إوستاريتز على موقع Soccerway.com (الإنجليزية)
- إوستاريتز على موقع عالم كرة القدم.نت (الإنجليزية)
- إوستاريتز على موقع AS.com (الإسبانية)